# Ioan D. Malla
Ioan D. Malla (n. 16 martie 1854) a fost un dramaturg, avocat, ziarist și politician român.
Și-a făcut studiile secundare și universitare în România. A devenit pentru prima dată membru al parlamentului la alegerile (cenzitare) din noiembrie 1895, fiind ales în colegiul I din Argeș din partea Partidului Național-Liberal, cu 173 de voturi. Ca autor dramatic a avut reprezentații pe scenele Teatrului Național cu piese precum Furiile Tinereței, Din Glumă și În pragul scenei. A fost membru-delegat în comitetul de redacție al ziarului Naționalul.